# ريتش باول
ريتش باول (بالإنجليزية: Rich Paul)‏ هو وكيل رياضي أمريكي، ولد في 16 ديسمبر 1981 في كليفلاند في الولايات المتحدة.